# Zabytki w Łomży

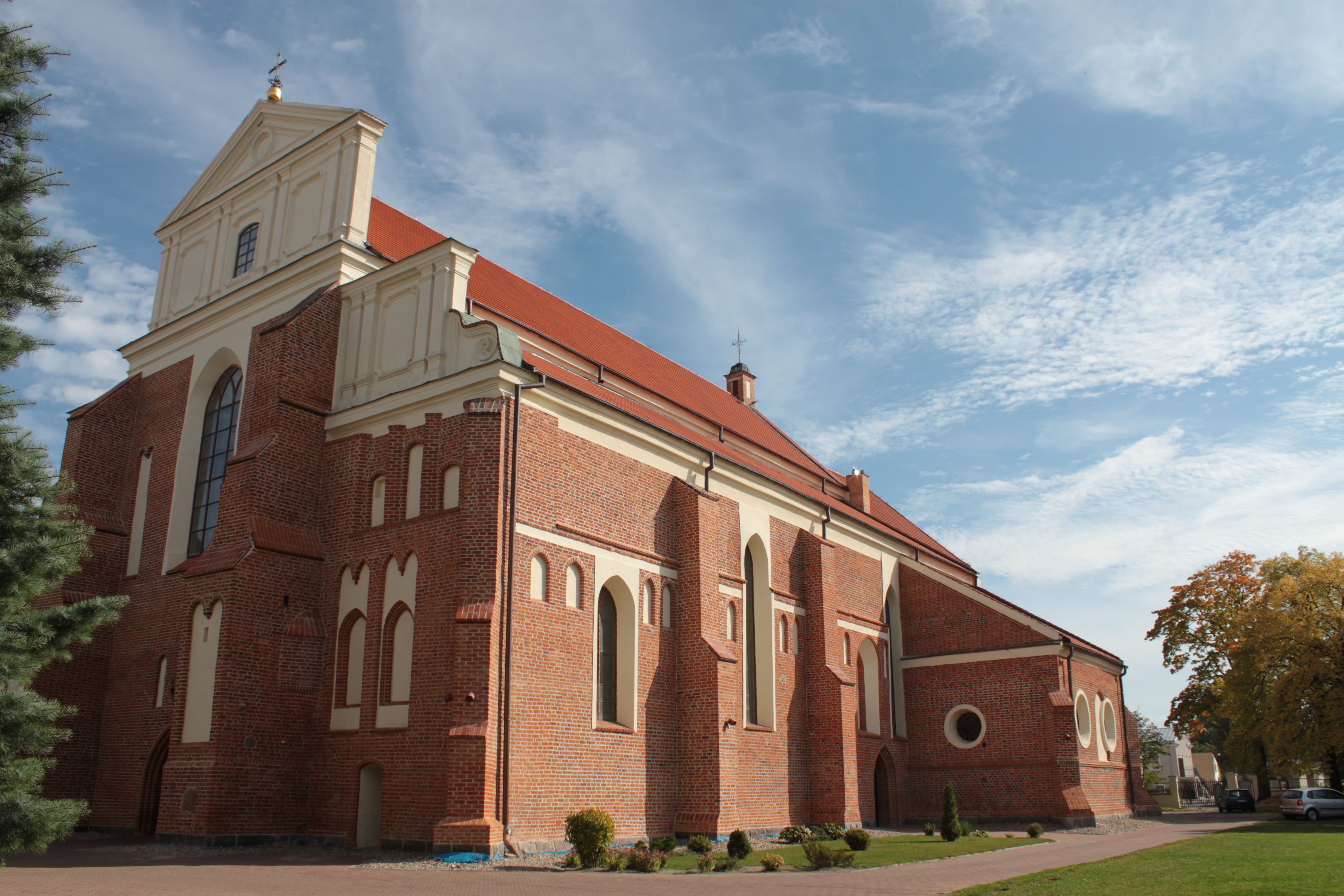
Katedra św. Michała Archanioła

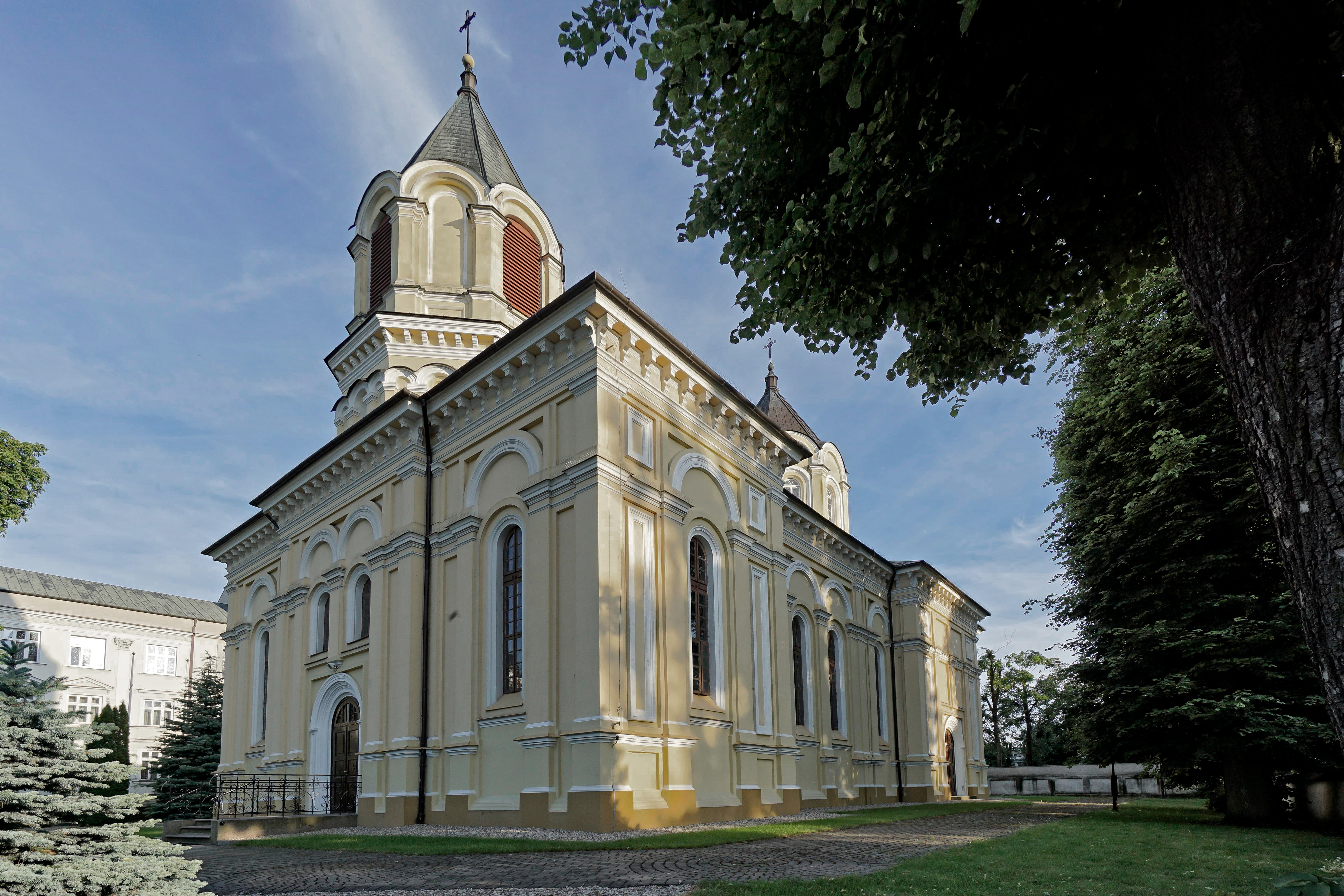
Kościół filialny pw. Wniebowzięcia NMP

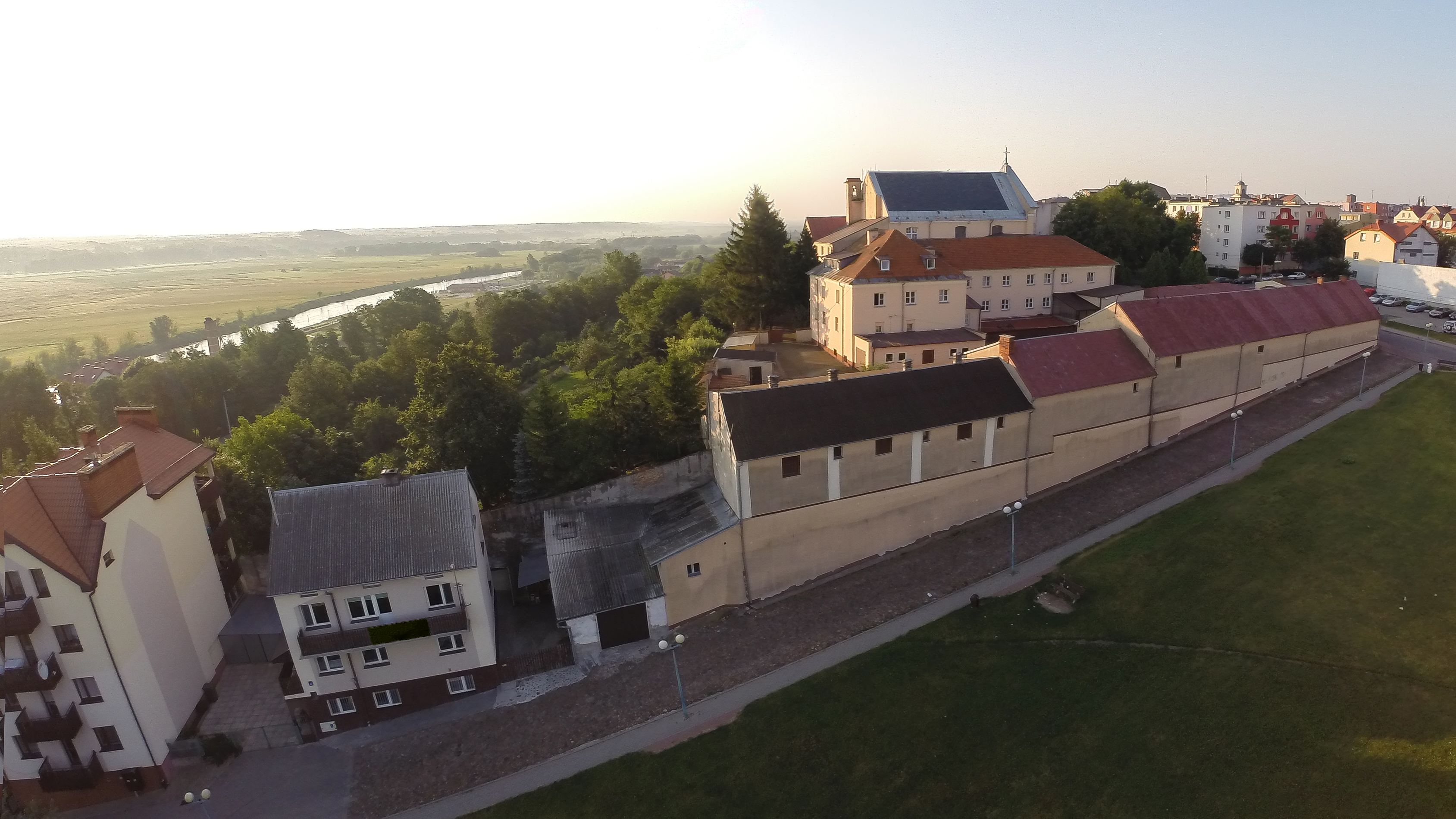
Popowa Góra wraz z kościołem i klasztorem OO. Kapucynów

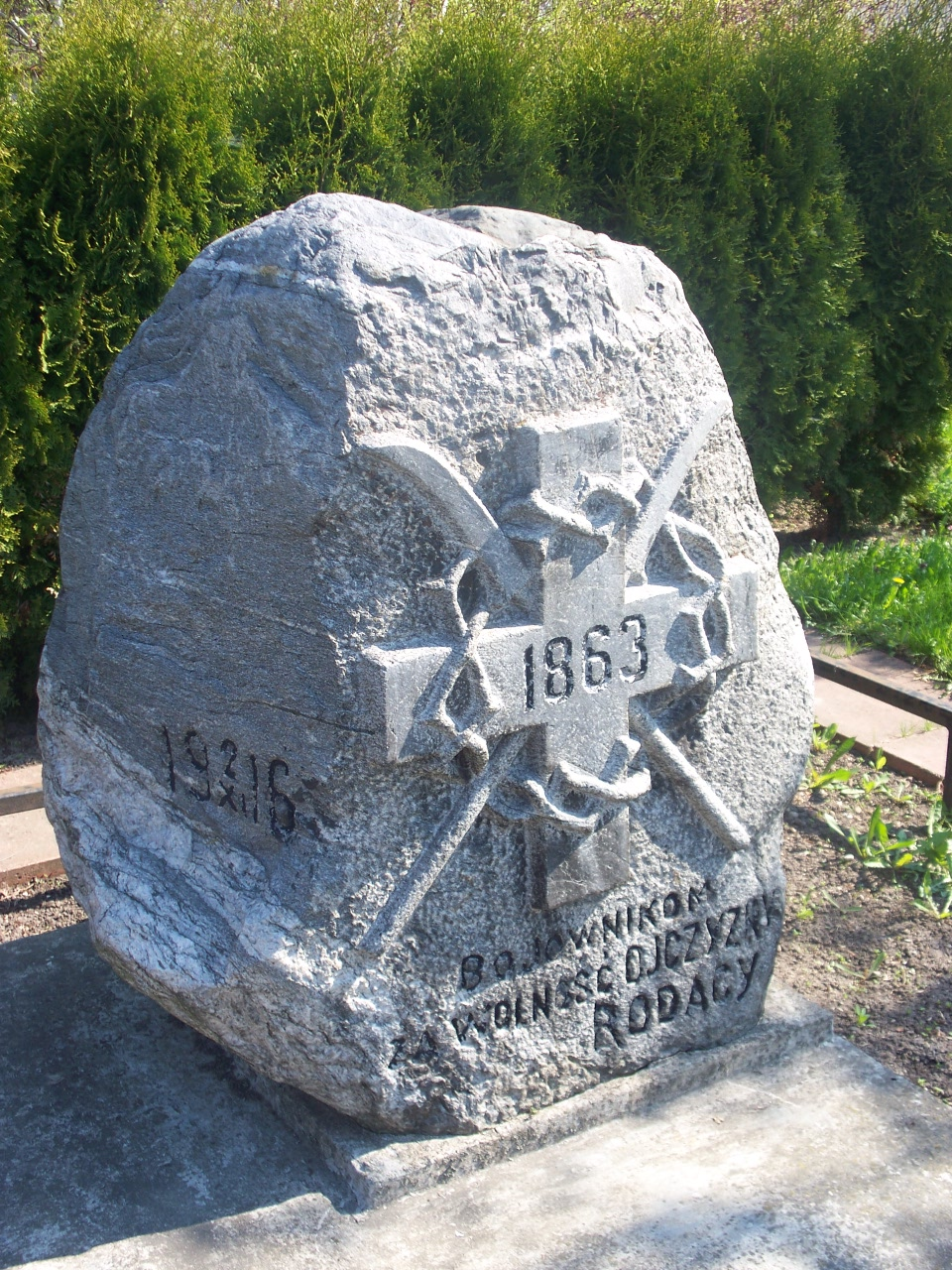
Pomnik Powstańców Styczniowych z 1863 r.

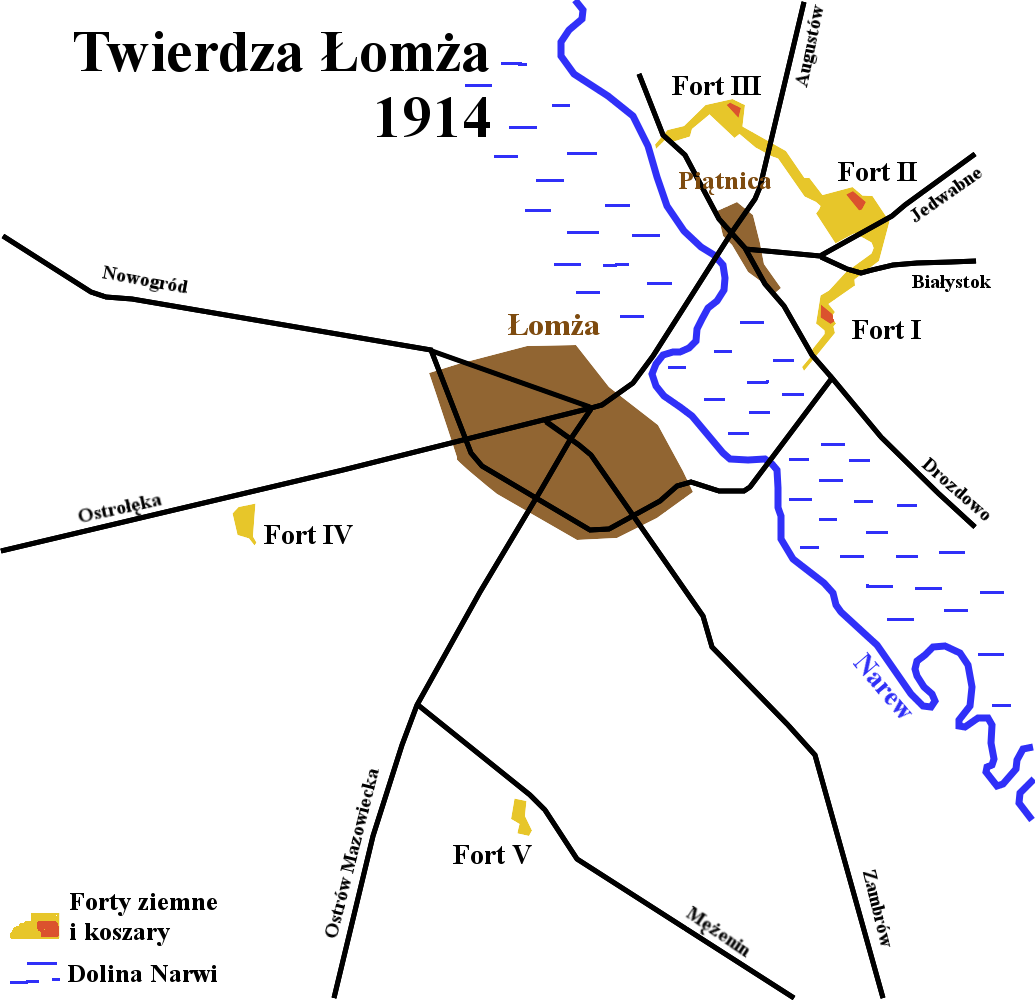
Forty Twierdzy Łomża

Lista zabytków znajdujących się w Łomży:
- teren części miasta
- katedra św. Michała Archanioła z 1505-25 r., XVII-XX w.,
- cerkiew prawosławna, obecnie kościół rzymskokatolicki filialny pw. Wniebowzięcia NMP z 1877 r., (plac Papieża Jana Pawła II),
- cerkiew cmentarna prawosławna, na dawnym cmentarzu wojskowym, obecnie kaplica rzymskokatolicka z początku XX w. (ul. Wyszyńskiego),
- zespół klasztoru benedyktynek (ul. Dworna 32),
  - kościół pw. Świętej Trójcy i NMP z 1857-63, 1946-53
  - klasztor z 1760-84, 1859, 1946-53
  - ogród klasztorny, XIX-XX w.
- zespół klasztorny kapucynów (ul. Krzywe Koło 3):
  - kościół MB Bolesnej z 1770-89 r., XIX w.,
  - klasztor z budynkami gospodarczymi z 1770-72 r., XIX w.,
  - kolegium św. Fidelisa z 1925 r.,
  - dawny ogród (strefa ochrony konserwatorskiej)
- zespół cmentarzy z 1801 r. (ul. Kopernika)
  - cmentarz rzymskokatolicki:
    - kaplica Śmiarowskich (Świętego Krzyża), 1838 r.,
    - dom grabarza z 1853 r.,
    - dzwonnica z 1866 r.

  - cmentarz ewangelicko-augsburski:
    - kaplica ewangelicka z 1844 r.

  - cmentarz prawosławny:
    - kaplica prawosławna z 1906 r.
    - ogrodzenie z bramami
- cmentarz żydowski „nowy” z aleją dojazdową z 2. połowy XIX w. (ul. Wąska 69),
- dom przedpogrzebowy z 1920 r.,
- cmentarz żydowski „stary” z 1. połowy XIX w. (ul. Woziwodzka – Rybaki – plac Zielony),
- cmentarz – mogiła powstańców 1863 (Szosa Zambrowska),
- park miejski im. Jakuba Wagi (ul. Wojska Polskiego), 1842 r.,
- park Ludowy (ul. Legionów), 1904 r.,
- fort 4 (kompleks 526), ziemny z 1887-1889 r.,
- relikty ratusza (podziemne) z XVI w., rozebrany w 1824 r. (Stary Rynek),
- ratusz z 1822-23 r. (Stary Rynek 14)
- sierociniec z 1892 (ul. Bernatowicza 3)
- gimnazjum męskie z 1912 r. (ul. Bernatowicza 4)
- dom z XIX wieku (ul. Długa 13),
- dom z oficynami z 1892 r. (ul. Długa 6),
- dom z 2. połowy XIX w. (ul. Dworna 3),
- dom z oficyną (ul. Dworna 5), 3 ćw. XIX w.,
- dom wybudowany po 1910 r. (ul. Dworna 8)
- dom z końca XIX wieku (ul. Dworna 10),
- kamienica z 1920 r. (ul. Dworna 19),
- szkoła im. Królowej Jadwigi z 1910 roku (ul. Dworna 22),
- hotel „Metropol”, ob. Ośrodek Kształcenia Zawodowego, z początku XX wieku (ul. Giełczyńska 11)
- willa z ogrodem z 1926 r. (ul. Kopernika 36),
- gimnazjum żeńskie z przełomu XIX/XX w. (ul. Kościuszki 3),
- dom pastora z 3. ćwiećwiecza XIX w. (ul. Krzywe Koło 1),
- wartownia z bramą koszarową z końca XIX w. (al. Legionów),
- Dom Ludowy wybudowany w latach 1900-1904 (al. Legionów 9),
- budynek administracyjny więzienia, ob. szkoła muzyczna z 1892 r. (al. Legionów 36),
- łaźnia więzienna, ob. archiwum z końca XIX w. (al. Legionów 36 A),
- 3 budynki koszarowe wybudowane w latach 1889-1890 (al. Legionów 133),
- dom z 1890 roku (ul. Dworna 12),
- bank z 1886 roku (ul. Dworna 14),
- d. Kasa Przemysłowa z 1888 r. (ul. Dworna 16),
- dom wybudowany po 1870 r. (ul. 1 Maja 11),
- kamienica z przełomu XIX/XX wieku (plac Niepodległości 3),
- dom z 1932 roku (ul. Nowogrodzka 5),
- dom z 1936 roku (ul. Nowogrodzka 7),
- poczta z dwiema oficynami z 1838 r. (plac Pocztowy 1),
- budynek koszarowy z 1890 r. (ul. Polowa 13),
- szpital wojskowy, ob. budynek administracyjny (ul. Polowa 22),
- budynek administracji wojskowej z przełomu XIX/XX wieku (ul. Polowa 53),
- dom z 1927 r. (ul. Polowa 55),
- dom z 4. ćwierćwiecza XIX w. (ul. Rządowa 8),
- pałac biskupi z 1925 r. (ul. Sadowa)
- dom 1909 roku (ul. Sadowa 2 / Dworna 18),
- dom katolicki, ob. LO 1933-35 r. (ul. Sadowa 12),
- d. pałac gubernatora z 1866, 1925 r. (pl. Sienkiewicza 1),
- kamienica 4. ćwierćwiecza XIX w. (ul. Sienkiewicza 6),
- dom z początku XX w. (ul. Sienkiewicza 10),
- dom z oficyną (Stary Rynek 13), 1850 r.,
- szpital Świętego Ducha (ul. Wiejska 16), 1886 r.,
- dom (ul. Wojska Polskiego 4), po 1920 r.,
- dom z początku XX w. (ul. Wojska Polskiego 19),
- dom z początku XX w. (ul. Wojska Polskiego 23),
- magazyn wojskowy z przełomu XVIII/XIX wieku (ul. Polowa 1 b),
- zespół budynków rzeźni miejskiej z 1906 roku (ul. Nowogrodzka 175):
  - budynek główny
  - budynek administracyjny